# Karl-Emich zu Leiningen

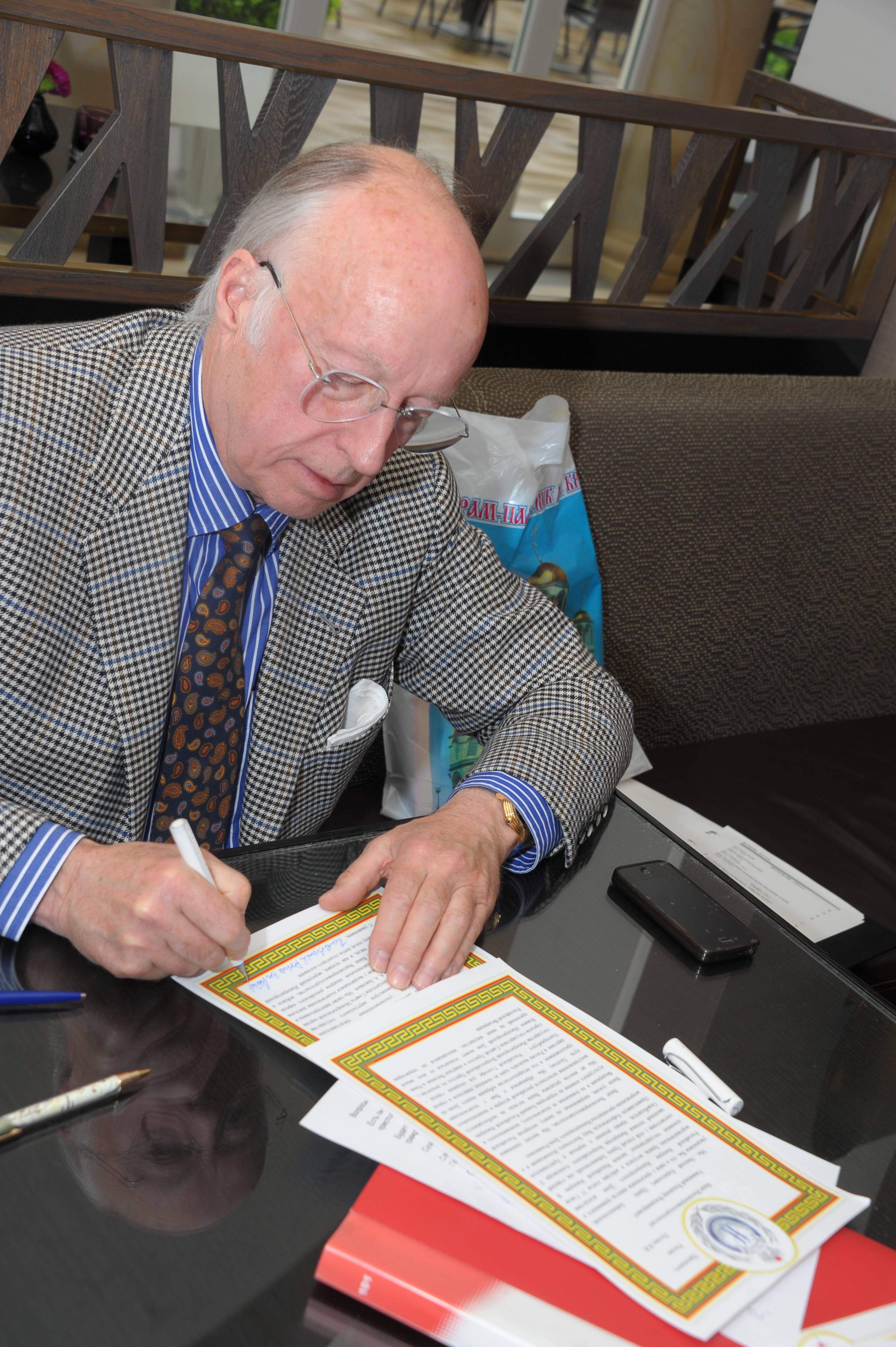
Karl-Emich zu Leiningen (2013)

Karl-Emich Nikolaus Friedrich Hermann Prinz zu Leiningen (Amorbach, 12 juni 1952) is een prins uit het Huis Zu Leiningen.

## Biografie

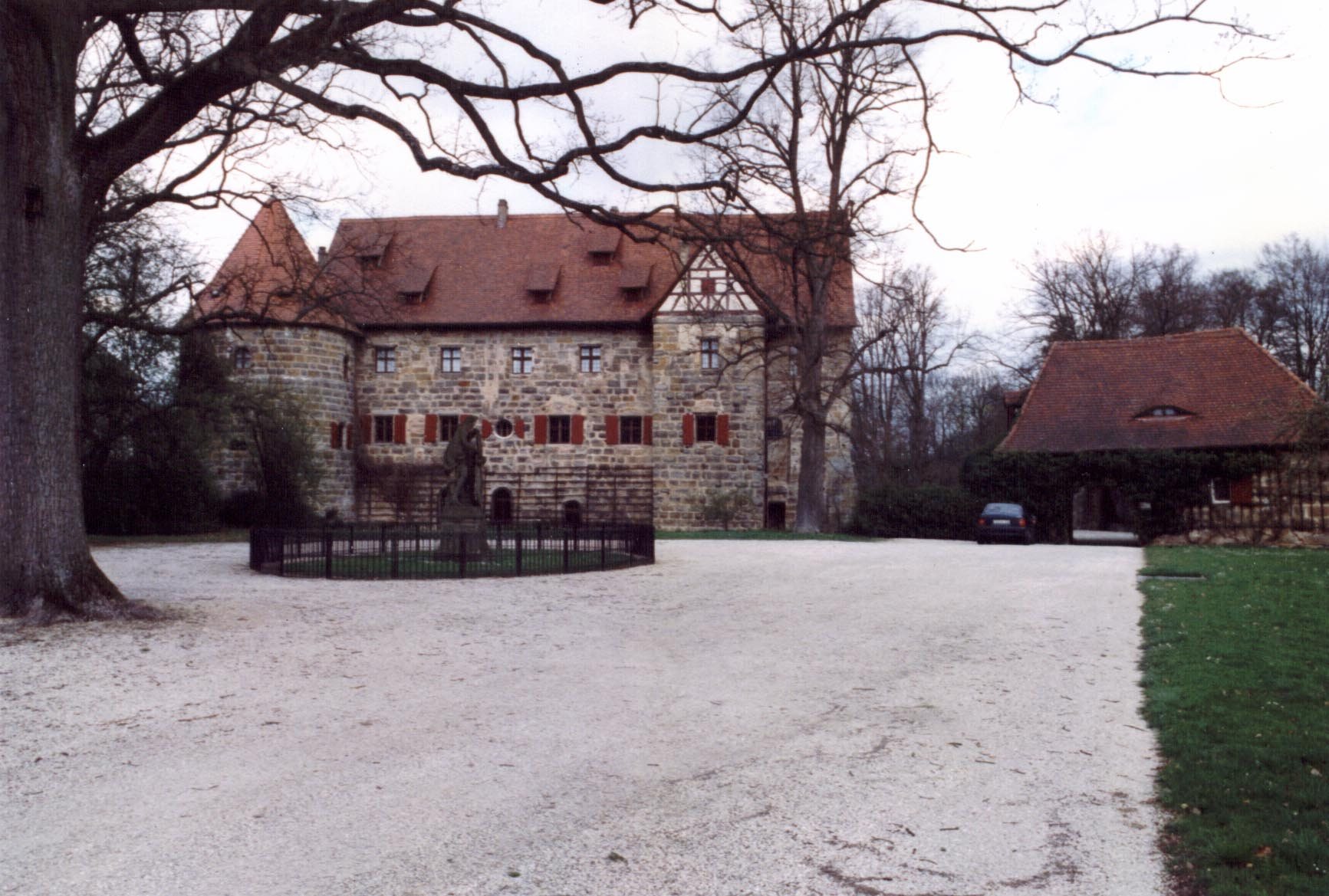
Voorhof met zuidvleugel van Schloss Kunreuth (1998)

Leiningen is een telg uit het geslacht Zu Leiningen en een zoon van Emich zu Leiningen (1926-1991), 7e vorst zu Leiningen, en Eilika Herzogin von Oldenburg (1928-2016), de laatste een dochter van erfgroothertog Nicolaas van Oldenburg (1897-1970) en Helena prinses zu Waldeck und Pyrmont (1899-1948).
Leiningen volgde volgens het erfverdrag van 14 april 1925 in 1991 niet zijn vader op als vorst en hoofd van het Huis zu Leiningen, daar hij op 24 mei 1991 met de niet-adellijke Gabriele Thyssen was getrouwd; zijn broer Andreas zu Leiningen (1955) die ebenbürtig was getrouwd, volgde zijn vader daarin op.
Leiningen trouwde in eerste echt met Margarita Prinzessin zu Hohenlohe-Oehringen (1960-1989), dochter van Kraft Fürst zu Hohenlohe-Oehringen (1933), die door een auto-ongeluk om het leven kwam; uit dit huwelijk werd een dochter geboren. Hij hertrouwde in 1991 met dr. jur. Gabriele Thyssen (1963) van wie hij in 1998 scheidde; uit dit huwelijk werd ook een dochter geboren. In 2007 trouwde hij in derde echt met Isabelle Gräfin von und zu Egloffstein (1975), met wie hij een zoon kreeg. Hij bewoont met zijn gezin Schloss Kunreuth in Kunreuth, bezit van de familie van zijn derde echtgenote.